# Esendere
Esendere (kurdisch Bajirge) ist eine Kleinstadt und Belediye im Landkreis Yüksekova der türkischen Provinz Hakkâri. Esendere liegt unmittelbar an der Grenze zwischen Iran und der Türkei auf 1650 m über dem Meeresspiegel, ca. 39 km nordöstlich von Yüksekova.
Der kurdische Name ist der historische Name. Bajirge stammt vom kurdischen Wort bajer (Kleinstadt) und bedeutet „Platz der Kleinstadt“. Der Name Bajirge ist beim Katasteramt registriert.
Seine Bedeutung erhält Esendere durch seine Lage als einer der drei Grenzübergänge zu Iran. Zwischen 1990 und 2000 stieg die Einwohnerzahl in Esendere von 2.239 auf 3.916 Menschen.